# Neozoanthus caleyi
Neozoanthus caleyi Reimer, Irei & Fujii, 2012 è un  esacorallo della famiglia Neozoanthidae.

## Distribuzione e habitat
La specie è un endemismo della parte meridionale della Grande barriera corallina australiana.